# Rhomboda pauciflora
Rhomboda pauciflora là một loài thực vật có hoa trong họ Lan. Loài này được (Ridl.) Ormerod miêu tả khoa học đầu tiên năm 1998.